# Régulateur de croissance
Un régulateur de croissance (ou substance de croissance) est une substance active ou une préparation qui, appliquée sur tout ou une partie d'un végétal, agit sur les mécanismes physiologiques, notamment la différenciation ou l'élongation cellulaires, sans nuire à la plante d'un point de vue agronomique.

## Principes
L'action de ces régulateurs se traduit généralement par une modification de la morphologie et de la structure de la plante.
Les régulateurs de croissances sont constitués d'hormones de croissances telles que l'auxine et la gibbérelline contenus dans des substances de croissances qui agissent principalement sur la division cellulaire.

## Terminologie
Selon le groupe de travail Terminologie de la Commission des essais biologiques (CEB) de l'Association française de protection des plantes, « substance de croissance » doit être préférée à « régulateur de croissance », locution impropre car elle évoque une action régulatrice. 
Cependant, le terme usité par la majorité des agriculteurs français, les sociétés de produits phytosanitaires et instituts techniques est le plus généralement « régulateur de croissance ».
Le terme de « phytorégulateur » est également employé.

## Applications
Ils sont utilisés en agriculture pour lutter contre les phénomènes d'élongation et de verse, afin de renforcer les tiges des cultures (céréales, crucifères, vignes...) ce qui permet à la récolte de mieux résister aux dégâts provoqués par les intempéries. Une plante de trop grande taille est en effet fréquemment soumise à des problèmes de verse (la plante est couchée), ce qui entraîne perte de rendement, perte de qualité de grain et difficultés techniques à la moisson.
En grandes cultures, ils sont utilisés pour 
- les céréales (blé, orge d’hiver, orge de printemps, avoine, seigle...),
- les  Brassicacées (colza)
- les légumineuses (pois) afin de limiter les problèmes de verse.
- les sapins de Noël

Dans d'autres cultures, telles que la viticulture et le maraîchage, ces produits sont également fréquemment employés.

## Effets recherchés ou constatés
Les principaux effets des substances de croissance sont les suivants :
- Avancement de la floraison,
- Stimulation de la nouaison pour la formation de fruits parthénocarpiques,
- Modification du niveau de nouaison pour l'éclaircissage des fleurs et des fruits, sur les arbres fruitiers, et les légumes,
- Réduction de la chute des fruits sur les arbres fruitiers,
- Lutte contre la rugosité des pommes,
- Levée de la dormance des bourgeons,
- Rupture de la dormance apicale pour l'augmentation de la ramification des espèces florales,
- Limitation de la croissance des organes aériens des arbustes d'ornement, des cultures florales, des céréales,
- Favorisation de la tubérisation sur les pommes de terre,
- Ébourgeonnement et écimage chimique du tabac,
- Inhibition ou suppression des rejets sur vigne,
- Inhibition ou suppression des germes sur les pommes de terre,
- Stimulation de la rhizogenèse sur les plantes racinées ou non, pour les arbres et arbustes d'ornement

## Exemples de régulateurs de croissance
- Blé : stade épi 1 cm (printemps), produit type à base de chlorméquat chlorure.
- Colza : à l'automne (avant l’élongation du colza et autour du stade 4-6 feuilles), au printemps (sortie hiver, stade C2 à D2), produit type à base de tébuconazol ou metconazol.
- Raisin, Kiwi, pastèques : forchlorfénurone (1-(2-chloro-4-pyridyl)-3-phénylurée)[1],[2],[3]

## Effets secondaires
Utilisé sur des fruits trop âgés comme accélérateur de croissance, le forchlorfenuron pourrait peut être conduire à une croissance excessive se traduisant par la casse ou "explosion" de fruits tels que les pastèques (En 2011, dans la province chinoise de Jiangsu, près de Danyang, 45 hectares de récolte traitées tardivement et avant des pluies sont ainsi "explosé". Dans ce cas, les fortes précipitations, sur des cultures enrichies en nitrates peuvent aussi être en partie responsable de ces explosions car selon les médias locaux, des cultivateurs paysans n'ayant pas eu recours au produit chimique avaient eux aussi subi des pertes).